# 1892年の映画
1892年の映画（1892ねんのえいが）では、1892年（明治25年）の映画分野の動向を展望し、発表されたおもな映画作品や、映画関係者の誕生についてまとめる。

## 出来事

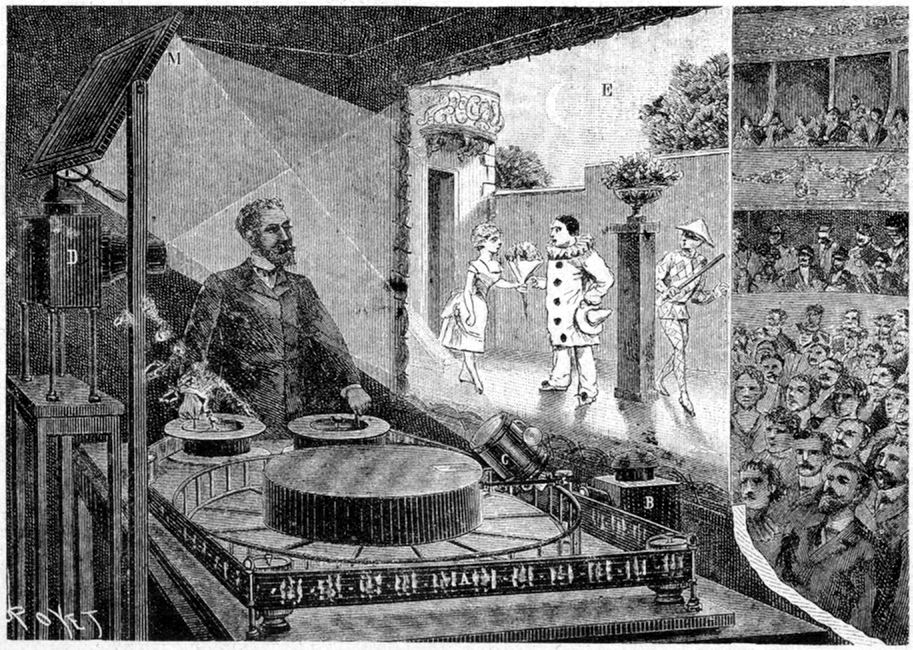
テアトル・オプティークによるフィルム上映の様子。

- 3月2日 - フランスのジョルジュ・ドゥメニー（フランス語版）が開発した動画装置フォノスコープ（フランス語版）の特許が取得された[1]。
- 夏頃 - トーマス・エジソンの研究所が開発したキネトグラフの最終的な修正が施された。コマ送りは垂直方向となり、フィルムの幅は実質的に35ミリで、パーフォレーションは1コマにつき4個つけられたが、このフィルムの規格は1909年に国際標準に採用され、今日までほとんど変化していない[2][3]。
- 8月20日 - ドイツのマックス・スクラダノフスキー（ドイツ語版）が、自身の組み立てたカメラを使って、ベルリンのシェーンハウザー大通り（ドイツ語版）で動画のテスト撮影を行った。しかし、映写装置はなかったため、1895年にビオスコープを開発した[4][5]。
- 10月18日 – パリのグレヴァン博物館（英語版）で、シャルル・エミール・レイノーが開発した動画装置テアトル・オプティークの一般興行が開始された[6]。
- 12月はじめ - ウィリアム・K・L・ディクソンの設計に基づき、エジソン研究所の映画スタジオであるブラック・マリアの建設が始まった（完成は1893年5月）[2][7]。

## 作品
- 『道化師と犬 (Le Clown et ses chiens)』- 失われたアニメーション映画、シャルル・エミール・レイノー監督[6]。
- 『哀れなピエロ (Pauvre Pierrot)』- アニメーション映画、シャルル・エミール・レイノー監督[6]。
- 『一杯のビール (Un bon bock)』- 失われたアニメーション映画、シャルル・エミール・レイノー監督[6]。
- 『Fencing』ウィリアム・K・L・ディクソン監督[8]。
- 『A Hand Shake』ウィリアム・ハイセ、ウィリアム・K・L・ディクソン監督[9]。
- 『Man on Parallel Bars』ウィリアム・K・L・ディクソン監督[10]。
- 『Wrestling』ウィリアム・K・L・ディクソン監督[8]。
- 『Boxing』ウィリアム・K・L・ディクソン監督[8]。

## 誕生
- 1月18日 - オリヴァー・ハーディ、アメリカ合衆国の俳優（+1957年）
- 1月29日 - エルンスト・ルビッチ、ドイツの映画監督、プロデューサー、脚本家、俳優（+1947年）
- 1月31日 - エディ・カンター、アメリカ合衆国の歌手、コメディアン（+1964年）
- 2月10日 - アラン・ヘイル・シニア（英語版）、アメリカ合衆国の俳優、映画監督（+1950年）
- 2月27日 - ウィリアム・デマレスト、アメリカ合衆国の俳優（+1983年）
- 3月27日 - ドリット・ワイクスラー（英語版）、ドイツの女優（+1916年）
- 4月2日 - ジャック・ワーナー、アメリカ合衆国の実業家、ハリウッドのスタジオ創設者（+1978年）
- 4月4日 - エスター・ハワード、アメリカ合衆国の女優（+1965年）
- 4月8日 - メアリー・ピックフォード、カナダの女優、スタジオ創設者（+1979年）
- 4月14日 - クレア・ウィンザー、アメリカ合衆国の女優（+1972年）
- 5月11日 - マーガレット・ラザフォード、イギリスの女優（+1972年）
- 5月13日 - フランク・ライス（英語版）、アメリカ合衆国の俳優（+1936年）
- 5月28日 - ミナ・ゴンベル（英語版）、アメリカ合衆国の女優（+1973年）
- 6月13日 - ベイジル・ラスボーン、南アフリカの俳優（+1967年）
- 7月10日 - スリム・サマーヴィル（英語版）、アメリカ合衆国の俳優（+1946年）
- 7月11日 - トーマス・ミッチェル、アメリカ合衆国の俳優（+1962年）
- 7月14日 - アル・ヒル、アメリカ合衆国の俳優（+1954年）
- 7月21日 - ルネ・ジャンヌ・ファルコッティ（英語版）、フランスの女優（+1946年）
- 7月29日 - ウィリアム・パウエル、アメリカ合衆国の俳優（+1984年）
- 9月2日 - ケルテシ・デジョー（英語版）、ハンガリーの俳優（+1965年）
- 9月21日 - オロフ・オース（英語版）、スウェーデンの俳優、舞台監督（+1949年）
- 9月28日 - ルース・ストンハウス、アメリカ合衆国の女優、映画監督（+1941年）
- 10月5日 - レイランド・ホジソン（英語版）、イギリスの俳優（+1949年）
- 10月25日 - ネル・シップマン（英語版）、アメリカ合衆国の女優（+1970年）
- 12月5日 - シリル・リング（英語版）、アメリカ合衆国の俳優（+1967年）
- 12月24日 - ルース・チャタートン（英語版）、アメリカ合衆国の女優（+1961年）
- 12月29日 - アク・コルホネン（英語版）、ロシアの俳優（+1960年）
- 12月30日 - ジョン・リテル（英語版）、アメリカ合衆国の俳優（+1972年）
- 12月31日 - ジェイソン・ロバーズ・Sr、アメリカ合衆国の俳優（+1963年）